# Апрель 2025 года

Список событий апреля 2025 года.

## События
- 1 апреля
  - Журнал Forbes опубликовал 39-й ежегодный рейтинг богатейших людей мира[1].
  - Кори Букер побил рекорд по самой продолжительной речи[англ.] в Сенате, критикуя политику Дональда Трампа и его кабинета в течение 25 часов и 5 минут[2].
  - Компания SpaceX осуществила запуск частной космической миссии Fram2, впервые в истории отправив корабль с экипажем на полярную орбиту Земли[3][4][5].
  - В Малайзии из-за разгерметизации газопровода произошёл[англ.] сильный взрыв газа, в результате которого пострадали более трёхсот человек[6][7].
- 2 апреля
  - Президент США Дональд Трамп объявил 2 апреля «Днём освобождения» (англ. Liberation Day) и подписал указ о введении 20%-ных таможенных пошлин на товары из ЕС, 54 % на товары из Китая[8], 46 % — из Вьетнама, 32 % — из Тайваня, 24 % — из Японии, 25 % — из Южной Кореи, 36 % — из Таиланда, 31 % — из Швейцарии, 32 % — из Индонезии, 24 % — из Малайзии, 49 % — из Камбоджи, 30 % — из Южной Африки и 17 % — из Израиля, для товаров из остальных стран мира универсальные тарифные пошлины составят 10 %[9][10]. Также были введены 25%-ные пошлины на импорт всех автомобилей[11].
  - Всемирная метеорологическая организация отказалась от использования имён Берилл, Хелен, Милтон и Джон для названий ураганов[12].
  - Военная хунта Мьянмы объявила временное перемирие в идущей там гражданской войне для облегчения ликвидации последствий землетрясения[13].

- 3 апреля
  - Администрация премьер-министра Венгрии Виктора Орбана объявила о выходе страны из Международного уголовного суда во время государственного визита премьер-министр Израиля Биньямина Нетаньяху, который прибыл в Будапешт, несмотря на ордер МУС на его арест[14][15].
  - В Вашингтоне состоялась встреча спецпредставителей президентов России и США Кирилла Дмитриева и Стива Уиткоффа[16]. Поездка Дмитриева стала первым официальным визитом представителя России в США после начала военных действий на Украине в феврале 2022 года[17].
  - Спорт
    - В Китае начался матч за звание чемпионки мира по шахматам между Цзюй Вэньцзюнь и Тань Чжунъи, первая партия завершилась вничью[18].

- 4 апреля
  - Вторжение России на Украину: В результате российского ракетного удара по Кривому Рогу погибли как минимум 20 человек, в том числе 9 детей[19].
  - Президент Армении Ваагн Хачатурян подписал закон, который инициирует процесс вступления страны в Европейский Союз[20][21].
  - Президент Республики Корея Юн Сок Ёль окончательно отстранён от должности Конституционным судом; в течение двух месяцев состоятся досрочные президентские выборы[22].
  - Ограничения на TikTok в США: Подошёл к концу 75-дневный отведённый срок переговоров о продаже китайской соцсети TikTok, которая может либо быть продана американской компании до 5 апреля, либо быть заблокирована на территории этой страны[23][24]; Президент США Дональд Трамп подписал указ, позволяющий TikTok продолжить работу в стране ещё 75 дней, чтобы завершить оформление сделки о реструктуризации сервиса[25]; Китай приостановил сделку о продаже TikTok в связи с повышением тарифов[26].
  - «Битцевский маньяк» Александр Пичушкин заявил о готовности признаться ещё в 11 убийствах[27].
  - Гражданская война в Сирии: Группы курдских боевиков из Сирийских демократических сил (СДС) достигли соглашения с сирийским правительством и покидают два района Алеппо[28].
  - Экипаж миссии Fram2, совершивший первый полярный орбитальный полёт, благополучно вернулся на Землю, корабль Crew Dragon с астронавтами приводнился в Тихом океане у берегов Оушенсайда[29].

- 5 апреля
  - Во всех 50 штатах США прошли многотысячные протесты против политики Дональда Трампа и Илона Маска. CNN насчитала больше 1400 акций, объединённых общим названием «Руки прочь!»[30].
  - Во Франции прошли массовые протесты[англ.] в поддержку Марин Ле Пен[31][32][33][34].
  - В Италии прошли массовые протесты Движения пяти звёзд против перевооружения ЕС[35].

- 6 апреля
  - В Японии, между островами Цусима и Ики, разбился медицинский вертолёт, погибли 3 из 6 человек, находившихся на борту[36].
  - Спорт
    - Александр Овечкин забил 895-ю шайбу и побил рекорд Уэйна Гретцки по количеству голов в НХЛ[37].

- 7 апреля
  - Учёные из Colossal Biosciences объявили о первом воскрешении вымершего вида: трое волчат, c отдельными генетическими и фенотипическими признаками вымершего вида Ужасный волк получили имена Ромул, Рем и Кхалиси[38][39].
  - Досрочные президентские выборы в Республике Корея назначили на 3 июня 2025 года[40].
  - Алжиро-малийские отношения: Алжир и Мали запретили полеты в воздушное пространство друг друга, на фоне обострения дипломатического кризиса[41].
  - Американо-израильские отношения/Американо-иранские отношения: Состоялась встреча президента США Дональда Трампа и премьер-министра Израиля Биньямина Нетаньяху, обсудили широкий спектр вопросов от таможенных пошлин до безопасности на Ближнем Востоке, в ходе встречи Трамп анонсировал начало переговоров по ядерной программе Ирана[42][43][44].
  - В штате Плато в Нигерии боевики убили по меньшей мере 52 человека[45].
- 8 апреля
  - Во время концерта Рубби Переса[англ.] в столице Доминиканской Республики Санто-Доминго обрушилась крыша ночного клуба Jet Set, погиб как минимум 221 человек, включая певца, более 150 пострадали[46][47][48].
  - Федеральное ведомство по делам миграции и беженцев (Германия) приостановило участие в программе ООН по принятию в стране беженцев[49].

- 9 апреля
  - Президент США Дональд Трамп отложил на 90 дней введение таможенных пошлин на товары из большинства стран, за исключением Китая, для которого таможенные пошлины были повышена до 125 %. Для всех остальных стран пошлины остались на уровне 10 %[50].
    - На следующий день таможенные пошлины для Китая были повышены снова и достигли до 145 %[51].

  - Председатель ХДС Фридрих Мерц объявил о формировании большого коалиционного правительства[англ.] между ХДС/ХСС и СДП[52].

- 10 апреля
  - В Зимбабве начали выплачивать первые финансовые компенсации белым зимбабвийским фермерам, чьи фермы были отобраны в пользу чернокожего населения режимом Роберта Мугабе в период с 2000 по 2002 год[53].
  - Вертолёт Bell 206 с испанскими туристами упал[англ.] в реку Гудзон неподалёку от Нью-Йорка, погибли 6 человек[54].
  - Сирийский центр мониторинга за соблюдением прав человека сообщил о возобновлении резни сирийских алавитов, в течение 48 часов в четырёх сирийских провинциях были задокументированы 7 случаев казней мирных жителей, в ходе которых были убиты как минимум 16 человек[55].
  - Prada достигла соглашения о покупке конкурирующего дома моды Versace, сумма сделки, включая долг, составила $1,375 млрд[56].
  - Сотрудник Московского зоопарка умер от укуса змеи при кормлении[57].[значимость факта?]

- 11 апреля
  - Американо-панамские отношения: США и Панама заключили соглашение, разрешающее войскам США размещаться у Панамского канала[58][59].
  - Американо-российские отношения: Состоялся третий визит Стива Уиткоффа в Россию, обсуждались различные аспекты урегулирования российско-украинской войны[60][61]; накануне между Россией и США состоялся обмен заключенными: Россия передала американским властям Ксению Карелину в обмен на Артура Петрова[62][63].

- 12 апреля
  - Американо-иранские отношения: В Омане состоялся первый раунд непрямых переговоров США и Ирана о ядерной программе Ирана, второй раунд переговоров пройдет 19 апреля[64][65].
  - Тарифная политика второй администрации Трампа: Президент США Дональд Трамп освободил смартфоны и компьютеры, а также некоторые другие электронные устройства от таможенных пошлин[66].
  - Гражданская война в Судане: В результате серии атак Сил быстрого реагирования на лагеря беженцев в Северном Дарфуре погибли не менее 100 человек, в том числе 20 детей[67].
  - Британское правительство приняло чрезвычайный законопроект по спасению сталелитейного завода British Steel в Сканторпе[68].

- 13 апреля
  - Вторжение России на Украину: В результате российского ракетного удара по Сумам погибло 34 человека, ранено 117[69].
  - Президентские выборы в Габоне[англ.]: Брис Олиги Нгема переизбран президентом Габона, победив в первом туре выборов с большим отрывом[70].
  - Президентские выборы в Эквадоре: Даниэль Нобоа переизбран президентом Эквадора, победив во втором туре выборов с небольшим отрывом[71].
  - В Осаке (Япония) открылась всемирная выставка[72].
  - Спорт
    - Миколас Алекна установил мировой рекорд в метании диска — 75,56 м, превысив своё же прошлогоднее достижение на 1,21 м[73].

- 14 апреля
  - Состоялась космическая туристическая миссия NS-31[англ.] компании Blue Origin, состоящая исключительно из женщин, это была первая космическая миссия без мужчин в экипаже со времён полёта Терешковой в 1963 году[74][75].
  - Парламент Венгрии принял внесение в конституцию страны поправок, согласно которым человек является либо мужчиной, либо женщиной[76][77].
  - Вьетнамско-китайские отношения: Председатель КНР Си Цзиньпин прибыл во Вьетнам с государственным визитом, в ходе которого были заключены 45 соглашений о взаимном сотрудничестве[78][79].
  - Американо-сальвадорские отношения: Президент США Дональд Трамп провёл встречу с президентом Сальвадора Найибом Букеле, обсудили сотрудничество в сфере миграции, безопасности, также пошлины[80].
  - По меньшей мере 51 человек погиб в ходе очередного конфликта между пастухами и фермерами[англ.] в штате Плато в Нигерии[81].

- 15 апреля
  - Гигантский кальмар впервые заснят в естественной среде обитания[82][83].
  - Гавр Гура объявила о завершении карьеры V-тубера с 1 мая 2025 года из-за разногласий с руководством Hololive[англ.][84].
  - Бывшего президента Перу Ольянту Умала приговорили к 15 годам лишения свободы за отмывание денег[85].
  - Имиджборд 4chan вышел из строя из-за хакерской атаки[86][87].
  - В результате крушения переполненной лодки на северо-западе Демократической Республики Конго погибли как минимум 148 человек, более 100 числятся пропавшими без вести[88].
- 16 апреля
  - Астрономы подтвердили наличие биосигнатур (молекул диметилсульфида и/или диметилдисульфида[англ.]) в атмосфере экзопланеты K2-18 b[89].
  - Вторжение России на Украину: Верховная рада Украины проголосовала за продление военного положения и мобилизации до 9 августа 2025 года[90].
  - Китайско-малайзийские отношения: Председатель КНР Си Цзиньпин прибыл в Малайзию с государственным визитом[91].
  - Верховный суд Великобритании вынес вердикт[англ.] по юридическому определению женщины, постановив, что это определение относится только к биологическому полу[92][93].
  - Спорт
    - Китаянка Цзюй Вэньцзюнь защитила титул чемпионки мира по шахматам, обыграв в матче соотечественницу Тань Чжунъи со счётом 6½:2½[94].
- 17 апреля
  - Верховный суд России исключил движение «Талибан» из списка террористических организаций[95].
  - Председатель КНР Си Цзиньпин завершил турне по Юго-Восточной Азии, прибыв с государственным визитом в Камбоджу, где провёл встречу с королём страны Нородом Сиамони[96][97].
  - Президент США Дональд Трамп провёл встречу с премьер-министром Италии Джорджей Мелони[98][99][100].
  - Спорт
    - Впервые в истории футбольных еврокубков забито 5 мячей в дополнительное время: в Лиге Европы «Манчестер Юнайтед» и «Олимпик Лион» сыграли 2:2 в основное время (в первом матче счёт также был 2:2), а затем в дополнительное время в Манчестере хозяева выиграли 5:4, уступая 2:4 на 113-й минуте. Два мяча были забиты на 120-й минуте[101].
- 19 апреля
  - Вторжение России на Украину: Президент России Владимир Путин объявил о пасхальном перемирии, сообщив, что российская сторона временно приостановит боевые действия с 19 апреля 2025 года в 18:00 по 21 апреля 2025 года в 00:00 по МСК[102].
  - Американо-иранские отношения: В Риме прошёл второй раунд переговоров США и Ирана о ядерной программе Ирана[103].
  - Спорт
    - В Китае состоялся первый в истории смешанный полумарафон с людьми и андроидами, в мероприятии принял участие двадцать один человекоподобный робот и около 12 тыс. людей[104].
- 20 апреля
  - В Китае провели испытание неядерной водородной бомбы на основе гидрида магния, способной поддерживать высокотемпературную цепную химическую реакцию взрыва в течение 2 секунд, что в 15 раз дольше, чем при детонации тротила[105][106].
  - Спорт
    - Джон Сина завоевал титул чемпиона мира WWE, став самым титулованным рестлером в истории[107].
- 21 апреля
  - 87-летний Клаус Шваб покинул пост президента Всемирного экономического форума, который он занимал со времён его основания в 1971 году[108].
  - Суд в Кот-д’Ивуаре отстранил лидера местной оппозиции Тиджана Тиама от участия в президентских выборах 2025 года[109].
  - Некрологи
    - В возрасте 88 лет умер папа римский Франциск[110].
- 22 апреля
  - В результате теракта в индийском Джамму и Кашмире погибли как минимум 26 человек, террористы открыли огонь по группе туристов близ Пахалгама[111][112].
  - Некрологи
    - В возрасте 91 года умер скульптор Зураб Церетели[113].
- 23 апреля
  - В Стамбуле (Турция) произошло землетрясение магнитудой 6,2. Пострадали более 350 человек[114].
  - Индийско-пакистанские отношения: После теракта в Джамму и Кашмире Индия объявила о ряде мер, направленных против Пакистана, включая закрытие главного пограничного перехода между странами, приостановку действия Договора о водах Инда и высылку пакистанских дипломатов[115].
  - Смерть и похороны папы римского Франциска: тело понтифика выставили в Соборе Святого Петра, где в течение трёх дней оно будет доступно для публичного прощания[116].
  - Спорт
    - В Подгорице (Черногория) начался чемпионат Европы по дзюдо[117].
- 24 апреля
  - Индийско-пакистанские отношения: Эскалация отношении между Индией и Пакистаном после теракта в Джамму и Кашмире достигла стадии дипломатического конфликта, который может перерасти в военный[118][119][120].
  - Американо-норвежские отношения: Президент США Дональд Трамп провёл встречу с премьер-министром Норвегии Йонасом Гар Стёре, обсуждали вопросы безопасности, НАТО, войну на Украине и тарифную политику[121][122].
  - Шэньчжоу: С китайского космодрома Цзюцюань состоялся запуск миссии «Шэньчжоу-20», девятой пилотируемой экспедиции на орбитальную станцию «Тяньгун»[123].
  - Бывшему президенту Южной Кореи Мун Чжэ Ину предъявлены обвинения в коррупции[124].
- 25 апреля
  - Переговоры России и США о достижении мира на Украине: В Москве прошли четвёртые переговоры президента РФ Владимира Путина и спецпосланника президента США Дональда Трампа Стива Уиткоффа[125].
  - Список российских генералов, погибших в ходе вторжения России на Украину: В подмосковной Балашихе убит взрывом замначальника ГОУ ГШ ВС РФ генерал-лейтенант Ярослав Москалик[126].
  - Арестован бывший президент Бразилии Колор ди Мелло, осуждённый в 2023 году за коррупцию[127], он стал третьим бывшим президентом Бразилии, заключённым в тюрьму с момента окончания в стране военной диктатуры в 1985 году[128].
  - Перуанские археологи обнаружили в Асперо хорошо сохранившуюся мумию женщины возрастом 5000 лет[129].
- 26 апреля
  - Вьетнамско-китайские отношения: Китайские военные захватили принадлежавший Вьетнаму необитаемый остров Сэнди-Кей[англ.] в Южно-Китайском море[130][131].
  - Смерть и похороны папы римского Франциска:
    - В Риме при большом стечении народа и участии множества мировых лидеров прошла церемония похорон папы римского Франциска[132][133].
    - Франциска похоронили в римской базилике Санта-Мария-Маджоре, он стал первым с 1903 года понтификом, погребённым за пределами Ватикана[134][135].
    - Президент США Дональд Трамп и президент Украины Владимир Зеленский провели краткую встречу в Соборе Святого Петра перед похоронами папы Римского[136].

  - Конфликт между Индией и Пакистаном: Индийские и пакистанские военные второй день обмениваются выстрелами на пограничной линии контроля в Джамму и Кашмире[137].
  - Бои в Курской области: Начальник Генштаба РФ Валерий Герасимов сообщил об освобождении Курской области от ВСУ[138][139].
  - Американо-иранские отношения: В Омане прошёл третий раунд переговоров США и Ирана о ядерной программе Ирана[140].
  - В результате взрыва в иранском порту Шахид Раджаи около Бендер-Аббаса пострадали более 1100 человек, 70 погибли[141][142].
  - На уличном фестивале в Ванкувере произошел преднамеренный наезд на толпу[англ.], погибли 11 человек[143].
  - Вторжение России на Украину: МИД РФ и начальник Генштаба РФ Валерий Герасимов впервые официально признали участие военных из КНДР в боевых действиях в ходе российско-украинского конфликта на стороне России[144].
  - Спорт
    - В Канаде начался чемпионат мира по кёрлингу среди смешанных пар. Финал будет сыгран 3 мая[145].
- 27 апреля
  - Спорт
    - В Подгорице завершился чемпионат Европы по дзюдо[146].
    - «Ливерпуль» 20-й раз в истории стал чемпионом Англии по футболу, сравнявшись по количеству титулов с рекордсменом по этому показателю «Манчестер Юнайтед»[147].
- 28 апреля
  - Политика
    - В Канаде прошли парламентские выборы[148], победила Либеральная партия[149].
    - В Тринидаде и Тобаго прошли парламентские выборы[англ.], победил Объединённый национальный конгресс[150].

  - Происшествия и катастрофы
    - На Пиренейском полуострове и юге Франции произошло масштабное отключение энергоснабжения. Причиной могли послужить аномальные колебания мощности на ЛЭП. В Испании объявлено чрезвычайное положение[151][152].

  - Международные конфликты
    - Вторжение России на Украину: президент России Владимир Путин объявил, что российская сторона остановит все боевые действия с полуночи 8 мая до полуночи 11 мая в честь празднования 80-летней годовщины победы СССР в Великой Отечественной войне[153].
    - Вторжение России на Украину: власти КНДР впервые подтвердили информацию об участии своих военных в российско-украинской войне. 26 апреля об этом впервые сообщила российская сторона[154].
    - Авиаудары по Йемену: в результате авиаударов США по центру содержания мигрантов на северо-западе Йемена в мухафазе Саада сообщается о гибели 68 человек[155][156].

  - Религия
    - Ватикан сообщил, что конклав для избрания нового папы римского начнётся 7 мая 2025 года[157].
- 29 апреля
  - Политика
    - Прошли первые 100 дней[англ.] второго президентства Дональда Трампа[158][159].
    - В Аргентине рассекретили архивные документы о бежавших в страну после Второй мировой войны нацистах[160].

  - Происшествия и катастрофы
    - 22 человека погибли в результате пожара в ресторане в китайском городе Ляоян[161].
    - В Испании как минимум 5 человек погибли вследствие блэкаута[162].

  - Общество
    - Президент России Владимир Путин подписал указ о присвоении аэропорту Волгоград исторического наименования Сталинград[163].
- 30 апреля
  - Американо-украинские отношения: США и Украина подписали соглашение о природных ресурсах[164].
  - Новозеландско-филиппинские отношения: Новая Зеландия и Филиппины подписали военный пакт[165].
  - Российско-северокорейские отношения: В Приморском крае началось строительство автомобильного моста через пограничную реку Туманная[166].